# Stefano Incerti
Stefano Incerti (Nàpols, 25 de juliol de 1965) és un director de cinema i guionista italià.

## Biografia
Després d'obtenir el diploma d'escola secundària, es va interessar pel món del cinema i el teatre, molt florent en el seu Nàpols natal. Va començar amb la producció de curtmetratges en Super-8 entre 1978 i 1984. En 1989 es va llicenciar en Dret a Nàpols i es va traslladar a Roma per a augmentar les seves oportunitats en el món artístic. Aquí va començar a col·laborar amb diversos directors tant de cinema com de teatre. Entre ells, Enzo Decaro, que li va contractar com assistent de direcció per a les pel·lícules Io, Peter Pan (1989) i Ladri di futuro (1990). A partir de 1991, va començar una col·laboració amb Mario Martone, amb qui va treballar a les pel·lícules Morte di un matematico napoletano i Rasoi i en la posada en escena teatral del drama shakespeariano Ricard II.
En 1995, la seva primer pel·lícula, Il verificatore va guanyar el David di Donatello i el Globo d'Oro com a millor director principiant i el Grolla d`oro com a millor director. Va participar en el Festival de Venècia i en els festivals de Sant Sebastià, Londres, Rotterdam, Göteborg, Tessalònica i Mannheim-Heidelberg. En 1999, Prima del tramonto va competir al Festival de Locarno.
En 2003, va dirigir la pel·lícula La vita come viene amb Stefania Sandrelli, Stefania Rocca, Valeria Bruni Tedeschi, Alessandro Haber, Daniele Liotti, Claudio Santamaria i Tony Musante. També el 2003, Stessa rabbia, stessa primavera, un documental sobre el col·lega Marco Bellocchio realitzat durant el rodatge de Buongiorno, notte, que es va presentar al Festival de Venècia. El 2007, L'uomo di vetro, sobre el primer pentito de la Cosa Nostra Leonardo Vitale, amb David Coco, Tony Sperandeo i Anna Bonaiuto. El 2009 va rodar Cómplices del silencio, protagonitzada per Alessio Boni, Giuseppe Battiston, Florencia Raggi i Jorge Marrale; ambientada a l'Argentina de 1978, durant la dictadura de Videla,  aquesta pel·lícula va ser declarada d'interès en la promoció i defensa dels drets humans pel Govern de la ciutat de Buenos Aires.
En 2010, va tornar al Festival de Venècia amb Gorbaciof, escrita amb Diego De Silva i protagonitzada per Toni Servillo, que també va ser presentada en el Festival de Toronto. En 2017, va dirigir La parrucchiera, una comèdia protagonitzada entre d'altres, per Massimiliano Gallo.

## Filmografia

### Curtmetratges
- Secolo decimo primo (1980)
- Persecuzione (1982)
- Il rubino (1983)
- Rapidi movimenti d'occhi (1984)
- L'uomo di carta (1996)

### Llargmetratges
- Il verificatore (1995)
- Il diavolo in bottiglia, episodi de I vesuviani (1997)
- Prima del tramonto (1999)
- La vita come viene (2003)
- Stessa rabbia, stessa primavera - documental (2003)
- L'uomo di vetro (2007)
- Cómplices del silencio (2009)
- Gorbaciof (2010)
- Neve (2014)
- La parrucchiera (2017)

### Televisió
- Ritratti d'autore: Francesco Rosi - documental (1996)

## Premis i nominacions
David di Donatello
| Any  | Categoria                   | Pel·lícula      | Resultat  |
| ---- | --------------------------- | --------------- | --------- |
| 1996 | Millor director principiant | Il verificatore | Guanyador |

Globo d'oro
| Any  | Categoria       | Pel·lícula      | Resultat  |
| ---- | --------------- | --------------- | --------- |
| 1996 | Millor director | Il verificatore | Guanyador |

Grolla d'oro
| Any  | Categoria       | Pel·lícula      | Resultat  |
| ---- | --------------- | --------------- | --------- |
| 1996 | Millor director | Il verificatore | Guanyador |